# Rob Heinsoo
Rob Heinsoo (1964) è un autore di giochi statunitense.
Nella sua carriera, iniziata nel 1994, ha anche collaborato alla realizzazione di giochi di carte e da tavolo. Fu anche il designer della quarta edizione di Dungeons & Dragons (2008), e fu il co-designer del gioco di ruolo 13th Age, con Jonathan Tweet.

## Carriera
Heinsoo cominciò a giocare a Dungeons & Dragons nel 1974, usando l'edizione originale. Il suo interesse per i giochi di ruolo andò di pari passo con le sue passioni per il fantasy e la fantascienza. Venne assunto da Jose Garcia di Daedalus Games per lavorare su Nexus; un altro gioco prodotto dalla stessa casa editrice, Feng Shui, venne poi pubblicato da Atlas Games. Chaosium ingaggiò Heinsoo nel 1996 per gestire le licenze di Glorantha, ma venne licenziato l'anno dopo.
Heinsoo entrò a fare dei Wizards of the Coast (WotC), come membro del team "D&D Worlds" e con il compito di lavorare alla terza edizione di Forgotten Realms e ad altri prodotti legati a Dungeons & Dragons (comeMonsters of Faerûn di Forgotten Realms e la terza edizione di Forgotten Realms Campaign Setting, che entrò nei primi cinquanta migliori bestseller di non-fiction in Canada nel 2002 e che vinse l'Origins Award come miglior supplemento per gioco di ruolo nel 2001. Fu anche desginer del gioco di carte Three-Dragon Ante.
Sempre con i Wizards of the Coast, Heinsoo lavorò a diversi miniatures game e fece da playtester per Chainmail, divenendo parte del team del gioco e scrivendo di esso nel periodico Dragon, dedicando una colonna a tattiche e trucchi. In seguito all'uscita di Dungeons & Dragons Miniatures Game, divenne designer capo del progetto. Fu anche uno dei tre designer di Dreamblade, per il quale venne nominato nel 2007 ad un Origins Award.
Prima del 2005, Bill Slavicsek aveva organizzato un team di lavoro per la quarta edizione di D&D, guidato da Heinsoo e con, tra i membri, anche Andy Collins e James Wyatt. Il Player's Handbook venne candidato agli Origins Award come Miglior gioco di ruolo nel 2009. Il team di realizzazione definì Heinsoo un "pazzo genio". Il suo libro Monster Manual 2, co-scritto con Chris Sims, fu un bestseller di Wall Street Journal nel 2009. Heinsoo venne licenziato da WotC nel 2009.
Heinsoo quindi ideò l'RPG 13th Age con l'amico Jonathan Tweet, designer apo della terza edizione di D&D.
Rob Heinsoo contribuì anche ad Alarums and Excursions.

## Opere

### Giochi di ruolo
- Nexus: The Infinite City (1994) (editore, sceneggiatore)
- Back for Seconds (1996) (co-editore)
- Marked for Death (1996) (co-editore)
- Feng Shui: Hong Kong Action Movie Roleplay (1996) (co-editore)

### Terza edizione diD&D
- Monsters of Faerun (2000) (co-designer)
- Forgotten Realms Campaign Setting (2001) (co-autore)

### Quarta edizione diD&D
- Dungeons and Dragons 4th Edition (2008) (designer)
- Player's Handbook (2008) (designer)
- D&D Essentials: Rules Compendium (2010) (designer)
- The Plane Above (2010) (designer)
- Underdark (2010) (designer)
- Primal Power (2009) (designer)
- Adventurer's Vault 2 (2009) (designer)
- Monster Manual 2 (2009) (designer)
- Divine Power (2009) (designer)
- Forgotten Realms Player's Guide  (2008) (designer)
- Martial Power (2008) (designer)

### 13th Age
- 13th Age
- 13 True Ways
- 13th Age Bestiary
- 13th Age Monthly
- 13th Age in Glorantha

## Giochi di carte e da tavolo
- Surviving On the Edge players' guide (1995) (co-autore)
- Shadowfist trading card game (1995) (playtester, editore)
  - Netherworld (1996) (sviluppatore, design addizionale)
  - Shadowfist Player's Guide (1996) (autore)
  - Flashpoint (1997) (co-designer, direttore artistico)
- Legend of the Five Rings Gold Edition (2000) (soggettista)
- Football Champions trading card game (2001–2004) (designer)
- Three-Dragon Ante card game (2005) (designer)
- Inn-Fighting (2007) dice game (designer)
- Castle Ravenloft (2010) (designer addizionale)
- Three-Dragon Ante: Emperor's Gambit (2010) (designer)
- Epic Spell Wars of the Battle Wizards: Duel at Mount Skullzfyre card game (2012) (game designer)
- Night Eternal (2013) basato su True Blood (game designer)
- Shadowrun Crossfire (2014)
- Shadowrun Crossfire: High Caliber Ops (2015)
- Epic Spell Wars 2: Rumble at Castle Tentakil (2015)
- Legendary: Big Trouble in Little China (2016)
- Three-Dragon Ante: Legendary Edition (2019) (designer)
- Wrestlenomicon (2020) (co-designer)

## Miniatures game
- Chainmail (2002) (con Jonathan Tweet)
  - Set 1-4 (2002–2003)
- D&D Miniatures Sets 1-9, Harbinger, Dragoneye, Archfiends, Giants of Legend, Aberrations, Deathknell, Angelfire, Underdark, Wardrums (2003–2006)
- Dungeons & Dragons Miniatures (2003)
- Dreamblade (2006) (con Jonathan Tweet)

## Videogiochi
- King of Dragon Pass (1999)